# La Haye (Vosges)
La Haye település Franciaországban, Vosges megyében. Lakosainak száma 134 fő (2022. január 1.). La Haye Charmois-l’Orgueilleux, Vioménil, Grandrupt-de-Bains, Gruey-lès-Surance, Hennezel és La Vôge-les-Bains községekkel határos.

## Népesség
A település népességének változása:
| Lakosok száma | 124  | 113  | 111  | 115  | 120  | 125  | 131  | 133  | 134  |
|               | 2013 | 2015 | 2016 | 2017 | 2018 | 2019 | 2020 | 2021 | 2022 |